# 十握劍
十握劍（日语：／ Totsuka no Tsurugi）乃日本神話中的劍，又名十拳劍、十束劍、十掬劍等，泛指長度約為十個拳頭長度的劍，並不僅只一把，泛見於《古事記》、《日本書紀》等古籍。

## 天之尾羽張劍（伊都之尾羽張劍）
神世七代以降的眾神之父伊奘諾尊，因妻子伊奘冉尊生下火神迦具土時遭灼傷而亡，盛怒之下便以天之尾羽張斬下迦具土的頭顱。那時從劍鋒滴下的血誕生了八個神，據說這些神祇都和劍的鍛造有關。後來伊奘諾尊在黃泉國被八個泉津醜女追趕時，亦揮動此劍而逃。

## 天羽羽斬劍
《古事記》上卷記載，遭到諸神自高天原放逐的素戔嗚尊流落至出雲後，趁著八岐大蛇酒醉昏睡之際以此劍砍殺之。但此劍竟出現磨損，甚感奇怪的素戔嗚尊遂剖開蛇尾，獲得天叢雲劍（あまのむらくも の つるぎ）。因此，這把斬殺大蛇之十握劍稱為天羽羽斬，其中「羽羽」表大蛇之意。

## 大量劍（神度劍）
依據《古事記》上卷之內容，在葦原中國平定後，阿遲鉏高日子根神前往弔唁天若日子之喪，但因二人容貌神似，天若日子之父、妻誤認阿遲鉏高日子根神為天若日子。阿遲鉏高日子根神覺得自己被誤認為死者而勃然大怒，拔出名為大量（亦名神度劍）的十拳劍切開靈堂，並將之踹往一旁。

## 大葉刈（神戶劍）
《日本書紀》卷第二神代下記載類似前段之故事，不同的是忿然大怒的味耜高彥根神拔出大葉刈（又名神戶劍）的十拳劍劈開喪屋，落而爲山，成為美濃國藍見川之上喪山。

## 布都御魂劍（韴靈劍）
葦原中國紛亂之際，天照大神派遣建御雷神及天鳥船神下降至出雲國伊那佐海邊，拔出十拳劍威嚇大國主神交出葦原中國。後來神武天皇東征大和，無法打敗長髓彥，並困於熊野山中之際，受到建御雷神託夢指示的高倉下向神武天皇獻上橫刀，隨即斬殺熊野山的凶神，受大熊之毒倒地的士卒亦隨著起身醒來。

## 其他十握劍
依據《古事記》上卷之內容，天照大神懼怕須佐之男命侵占高天原，以生子為誓約證明。故取須佐之男命的十拳劍折成三段，以河水清洗置入口中嚼碎，並吹出霧氣變成多紀理毘賣命、市寸島比賣命、多岐都比賣命等三女神（即宗像三女神）。
另一神話故事「山幸彥與海幸彥」裡，兄海幸彥（漁夫）與弟山幸彥（獵人）交換各自的工具，但山幸彥不慎遺失哥哥的魚鉤，於是搗破自己佩帶的十拳劍製成5百個、1千個魚鉤，但海幸彥執意要找回原來那個魚鉤。
《日本書紀》卷第八則記載，仲哀天皇征伐熊襲途中，岡縣主熊鰐拔五百枝良木，立九尋船之舳，上枝掛白銅鏡，中枝掛十握劍，下枝掛八尺瓊。而伊覩縣主五十迹手亦拔取五百根良木，立於舳艫，上枝掛八尺瓊，中枝掛白銅鏡，下枝掛十握劍。

## 外部連結
- （日語）十握剣（页面存档备份，存于）